# Attitude (álbum de Susperia)
Attitude es el quinto álbum de estudio de la banda noruega de thrash metal Susperia.

## Lista de canciones
| N.º | Título                | Duración |  |
| 1.  | «The Urge»            | 3:58     |  |
| 2.  | «Live My Dreams»      | 3:30     |  |
| 3.  | «Attitude»            | 3:41     |  |
| 4.  | «Elegy and Suffering» | 3:58     |  |
| 5.  | «Sick Bastard»        | 4:06     |  |
| 6.  | «Another Turn»        | 3:23     |  |
| 7.  | «Mr. Stranger»        | 4:43     |  |
| 8.  | «Character Flaw»      | 4:28     |  |
| 9.  | «The One After All»   | 5:05     |  |

## Personal
- Athera – voz.
- Cyrus – guitarra.
- Elvorn – guitarra.
- Memnock – bajo.
- Tjodalv – batería.

### Producción
- Arreglado por Susperia.
- Producido por Susperia y Marius Strand.
- Grabado y mezclado por Marius Strand y Cyrus.
- Mezclado por Henrik Udd y Fredrik Nordström.
- Masterizado por Tim Turan.

## Historial de lanzamiento
| País           | Fecha              |
| -------------- | ------------------ |
| Europa         | 18 de mayo de 2009 |
| Estados Unidos | 19 de mayo de 2009 |